# Архієпископ

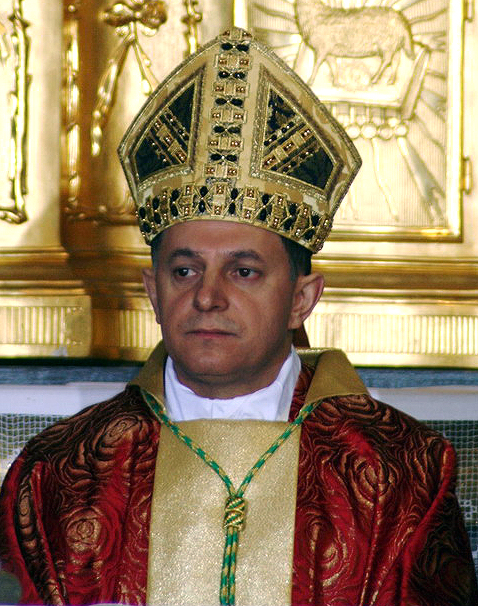
Мечислав Мокшицький, архієпископ Львівський.

Архієпи́скоп, архиєпи́скоп (від грец. ἀρχι- — «головний», «старши́й» та ἐπίσκοπος — «охоронець», «наглядач») — вищий духовний титул сану єпископа у християнській церковній ієрархії.

## Історія
Титул виник у ІІ—ІІІ столітті в добу виокремлення екзархатів і патріархатів. У різні історичні періоди і в різних патріархатах статус архієпископа визначався по-різному. Вживався щодо митрополитів і патріархів. Ще в 348 році згадано архієпископа Александра з Александрії. Халкідонський собор 451 року назвав Папу Лева I «archiepiscopus universalis». Згодом титулатура Пап містить титул «archiepiscopus apostolicus». Від IV століття у Східній, а від VI століття в Західній Церкві архієпископ — почесний титул у найважливіших дієцезіях та єпархіях. Від VII століття — титул деяких митрополитів (Кентербері у Великій Британії). У VIII столітті іспанський церковний діяч архієпископ Севільї Ісидор у творі «Etymologia» («Етимологія») визначив сан архієпископа, відтоді цей сан було поширено на всіх митрополитів Західної Церкви. 999 р. у Польщі митрополита Радзима Гауденція у буллі Папи Сильвестра II названо архієпископом. На початку Х століття в трактаті з канонічного права болонського монаха Граціана розрізнялися титули єпископа і архієпископа, однак згодом вони стали взаємозамінними. Від ІХ століття — почесні титули митрополитів, наприклад, титул архієпископа мав митрополит Краківський.

## Сучасне використання
У Католицькій Церкві він надається єпископові, який керує архієпархією або архідієцезією. Після реформи 1957 р. це почесний сан, але: верховний архієпископ — титул митрополита, який очолює злучену з римо-католиками церкву, що не має власного патріархату. За ухвалами II Ватиканського собору (1962—1965), верховний архієпископ має щодо очолюваної ним церкви юридичні права, близькі до патріарших, є постійним членом Синоду єпископів і за гідністю дорівнює католикосові. Першим верховним архієпископом був від 1963 р. митрополит Української греко-католицької церкви Йосип Сліпий. Архієпископом може бути митрополит або єпископ історичної архідієцезії, тобто не існуючої нині дієцезії: це члени римської курії, нунції, деякі військовики Великої Британії, Іспанії, Італії. Архієпископу належать однакові з митрополитами права, за винятком права носити патерицю. В інших церквах архієпископ є вищим саном, доступним єпископові або пов'язаним з певною посадою.
В Англіканській Церкві цей титул належить примасові Англії та Йоркському єпископу.
Архієпископами є також керівники деяких Євангелічно-Лютеранських Церков з єпископальним ладом.
У Православній Церкві архиєпископ — не окремий чин, а почесний титул, що дається єпископу як нагорода (УПЦ, РПЦ) або ж титул, що дається єпископу, який керує екзархатом, що може складатися з кількох єпархій (Вселенський патріархат, інші грецькі церкви).
Є також Помісні православні церкви (приклад — Кіпрська Православна Церква), голови яких мають титул архиєпископа, а не митрополита чи патріарха.
У слов'янській, грузинській та румунській традиції Православних Церков сан архієпископа є вищим від єпископа та нижчим від митрополита та патріарха, у грецькій традиції (Вселенський патріархат, Елладська Православна Церква, Кіпрська ПЦ, Олександрійська, Албанська, Антіохійська, Єрусалимська) є вищим від єпископа та митрополита та нижчим від патріарха. Зокрема предстоятелями Польської, Чеських та Словацьких земель, Американської Автокефальних Церков, що вважають Церквою-Матір'ю Російську Православну Церкву є митрополити. А предстоятелями Кіпрської, Албанської ПЦ, першоієрархом Еладської ПЦ є архієпископи.